# Selección femenina de voleibol de China Taipéi
La selección femenina de voleibol de China Taipéi es el equipo nacional femenino de voleibol de la República de China (Taiwán). (Consulte China Taipéi para conocer la cuestión del nombre de los equipos). Controlada por la Asociación de Voleibol de China Taipéi, representa al país en competiciones internacionales y partidos amistosos.
Después de 16 años desde 1990, el equipo nacional de voleibol femenino de China Taipéi volvió a ingresar al Campeonato Mundial de Voleibol Femenino de 2006. Para sorpresa de todos, el equipo clasificado 23 obtuvo su primera victoria sobre el anfitrión Japón (séptimo) en el día inaugural. seguido por derrotó a Corea del Sur (8.º), Polonia (9.º), Kenia (11.º) y Costa Rica (33.º) en la primera ronda. Sin embargo, después de un buen comienzo de cinco victorias consecutivas, el equipo no pudo continuar con su impresionante forma y finalmente ocupó el duodécimo lugar.
En diciembre, el mismo equipo asistió a los Juegos Asiáticos de 2006 celebrados en Doha, Catar. Aunque el equipo perdió ante Corea del Sur y China en la ronda preliminar, luego vencieron a Kazajistán y Tailandia y ganaron la medalla de bronce, la primera medalla en voleibol femenino en los Juegos Asiáticos.

## Participaciones

### Juegos Olímpicos
| Año         | Pos.         |
| ----------- | ------------ |
| 1964 a 1996 | No participó |
| 2000        | No clasificó |
| 2004        | No clasificó |
| 2008        | No clasificó |
| 2012        | No clasificó |
| 2016        | No clasificó |
| 2020        | No clasificó |

### Copa Mundial Femenina de Voleibol
| Año         | Pos.         |
| ----------- | ------------ |
| 1973 a 2019 | No clasificó |

### Campeonato Mundial de Voleibol Femenino
| Año         | Pos.           |
| ----------- | -------------- |
| 1952 a 1986 | No clasificó   |
| 1990        | 11.º           |
| 1994        | No clasificó   |
| 1998        | No clasificó   |
| 2002        | No clasificó   |
| 2006        | 12.º           |
| 2010        | No clasificó   |
| 2014        | No clasificó   |
| 2018        | No clasificó   |
| / 2022      | Por determinar |

### Grand Prix de Voleibol
| Año         | Pos.         |
| ----------- | ------------ |
| 1993        | No participó |
| 1994 a 2006 | No clasificó |
| 2007        | 12.º         |
| 2008        | No clasificó |
| 2009        | No clasificó |
| 2010        | 12.º         |
| 2011        | No clasificó |
| 2012        | 16.º         |
| 2013        | No clasificó |
| 2014        | No clasificó |
| 2015        | No clasificó |
| 2016        | No clasificó |
| 2017        | No clasificó |

### Juegos Asiáticos
| Año         | Pos.         |
| ----------- | ------------ |
| 1962 a 1990 | No participó |
| 1994        | 4.º          |
| 1998        | 5.º          |
| 2002        | 4.º          |
| 2006        | 3.º          |
| 2010        | 7.º          |
| 2014        | 5.º          |
| 2018        | 9.º          |

### Campeonato Asiático de Voleibol Femenino
| Año  | Pos.           |
| ---- | -------------- |
| 1975 | No participó   |
| 1979 | No participó   |
| 1983 | 4.º            |
| 1987 | No participó   |
| 1989 | 4.º            |
| 1991 | 5.º            |
| 1993 | 4.º            |
| 1995 | 4.º            |
| 1997 | 4.º            |
| 1999 | 5.º            |
| 2001 | 5.º            |
| 2003 | 5.º            |
| 2005 | 5.º            |
| 2007 | 6.º            |
| 2009 | 6.º            |
| 2011 | 5.º            |
| 2013 | 7.º            |
| 2015 | 4.º            |
| 2017 | 6.º            |
| 2019 | 6.º            |
| 2021 | Por determinar |

### Copa Asiática de Voleibol Femenino
| Año  | Pos.                                  |
| ---- | ------------------------------------- |
| 2008 | 6.º                                   |
| 2010 | 6.º                                   |
| 2012 | 7.º                                   |
| 2014 | 6.º                                   |
| 2016 | 5.º                                   |
| 2018 | 4.º                                   |
| 2020 | Cancelado por la Pandemia de COVID-19 |

## Equipo actual
Jugadoras convocadas para el Campeonato Asiático de Voleibol Femenino de 2015
| N.º | Jugador           | Fecha de nacimiento      | Altura          | Peso           | Club         |
| --- | ----------------- | ------------------------ | --------------- | -------------- | ------------ |
| 5   | Chen Yi-Ju        | 21 de diciembre de 1989  | 1,74 m (5′ 9″)  | 64 kg (141 lb) | NTNU         |
| 6   | Hsieh Chian-Yi    | 25 de septiembre de 1990 | 1,65 m (5′ 5″)  | 58 kg (128 lb) | Taiwan Power |
| 7   | Chen Wan-Ting     | 25 de noviembre de 1990  | 1,78 m (5′ 10″) | 65 kg (143 lb) | NTNU         |
| 8   | Yang Yi-Chen      | 4 de abril de 1992       | 1,66 m (5′ 5″)  | 62 kg (136 lb) | NTNU         |
| 9   | Chang Chen-Yin () | 28 de marzo de 1991      | 1,80 m (5′ 11″) | 66 kg (145 lb) | Taiwan Power |
| 11  | Wu Shu-Fen        | 7 de abril de 1989       | 1,75 m (5′ 9″)  | 68 kg (150 lb) | Taiwan Power |
| 12  | Yang Meng-Hua     | 15 de agosto de 1991     | 1,70 m (5′ 7″)  | 67 kg (147 lb) | Taiwan Power |
| 13  | Wan I-Tzu         | 31 de octubre de 1991    | 1,75 m (5′ 9″)  | 64 kg (141 lb) | Taiwan Power |
| 15  | Lee Tzu-Ying      | 4 de julio de 1994       | 1,73 m (5′ 8″)  | 68 kg (150 lb) | NTNU         |
| 16  | Chen Tzu-Ya       | 26 de agosto de 1997     | 1,77 m (5′ 10″) | 64 kg (141 lb) | NTNU         |
| 19  | Tseng Wan-Ling    | 13 de mayo de 1996       | 1,70 m (5′ 7″)  | 65 kg (143 lb) | Taiwan Power |
| 20  | Wang Sin-Ting     | 17 de octubre de 1992    | 1,77 m (5′ 10″) | 59 kg (130 lb) | Taiwan Power |

## Entrenadores
- Norimasa Sakakuchi 2009-
- Lin Ming-Hui 2013
- Ramazzo Federico 2013
- Huang Chich-Nan 2014
- Lin Ming-Hui 2015-presente